# 1 Batalion Ratownictwa Inżynieryjnego
1 Batalion Ratownictwa Inżynieryjnego (1 bratinż) (JW 2852) – jednostka inżynieryjna stacjonująca w Krośnie Odrzańskim, podległa dowódcy Śląskiego Okręgu Wojskowego.

## Historia
1 batalionu ratownictwa inżynieryjnego został sformowany w 1997 roku, stacjonował w kompleksie koszarowym przy ul. Piastów w Krośnie Odrzańskim, był przeznaczony do realizacji zadań i prac inżynieryjnych w ramach akcji ratowniczych oraz likwidacji skutków zniszczeń obiektów inżynieryjnych i urządzeń infrastruktury terenowej. Rejonem odpowiedzialności batalionu było województwo lubuskie oraz północno-zachodnia część województwa wielkopolskiego.
Patrol rozminowania batalionu realizował zadania związane z oczyszczaniem terenu z przedmiotów wybuchowych i niebezpiecznych na terenie powiatów: strzelecko – drezdenckiego. międzyrzeckiego, sulęcińskiego. słubickiego. krośnieńskiego oraz Świebodzińskiego.
Batalion uczestniczył w akcjach przeciwpowodziowych w Niemczech w 2002 r. oraz w akcji ratowania koni w Słońsku w 2002 i w 2003 r. W 2006 batalion pomagał w usuwaniu skutków spalonego domu mieszkalnego na terenie gminy Lubrza.
Wojskowa Straż Pożarna batalionu, wyposażona w najnowszy sprzęt, brała udział w akcjach ratowniczych we współdziałaniu z Państwową Strażą Pożarną.
Po rozformowaniu batalionu w 2007 r. żołnierze batalionu zasilili inne jednostki wojskowe, większość z nich trafiła jednak do 5 kresowego batalionu saperów w Krośnie Odrzańskim.
W 2011 roku podczas obchodów Święta Wojska Polskiego odsłonięto tablicę pamiątkową poświęconą 1 Batalionowi Ratownictwa Inżynieryjnego w koszarach 5 Kresowego Batalionu Saperów w Krośnie Odrzańskim.

## Wyposażenie
- samobieżne transportery pływające PTS-M
- łodzie saperskie z silnikami zaburtowymi

## Dowódcy
- ppłk Jerzy Szymczak[2]

## Oficerowie
- ppłk Tomasz Ciszka

## Tradycje
Decyzją nr 187/MON Ministra Obrony Narodowej z dnia 2 lipca 2003 r. wprowadzono odznakę pamiątkową, oznakę rozpoznawczą i proporczyka na beret 1 Batalionu Ratownictwa Inżynieryjnego w Krośnie Odrzańskim.